# Только для участников
«Только для участников» — восьмой эпизод двадцатого сезона мультсериала «Южный парк». Вышел 16 ноября 2016 года в США. В России премьера должна была состояться 24 ноября 2016 года на телеканале Paramount Comedy, но из-за технических проблем премьера серии состоялась ночью 26 ноября и из неё был вырезан эпизод с Владимиром Путиным.

## Сюжет
Мистер Гаррисон наслаждается своей новообретённой властью. В центре хирургии ему меняют имидж (он становится больше похож на Дональда Трампа). Затем он отправляется к ПК Директору и другим жителям города, которые его обижали, чтобы теперь выяснить с ними отношения. Дания собирается для всех открыть доступ в интернет-историю каждого пользователя интернета, в связи с этим мистера Гаррисона срочно вызывают в Пентагон. Совершенно не представляя, что ему делать, он гневно отвергает предостережение от Бориса Джонсона не есть «Ягоды-Вспоминашки». Между тем, эти ягоды ворвались в Белый Дом и собираются вернуть мир в прошлое. Они позвонили из Овального кабинета в Кремль и спросили у Владимира Путина, помнит ли он Холодную войну.
Баттерс надеется вместе с Картманом и Хайди Тёрнер улететь на Марс. Но «SpaceX» никого не собирается отправлять на другую планету, объясняя это тем, что ракета на Марс будет готова только через 8—10 лет. Баттерс пытается ускорить процесс и предлагает им взять Хайди в свою команду в качестве помощника.
Джеральду Брофловски удаётся достать телефон, с помощью которого он дозванивается до Айка. Он просит его зайти на школьный форум под именем «Шлюхогон42» и оставить несколько оскорбительных комментариев. Это замечает его мама и наказывает его. Кайл узнаёт причину наказания и понимает, что троллинг в интернете устраивал его отец.

## Приём
Издание IGN поставило серии 8,5 баллов из 10, в The A.V. Club эпизод был оценён в «A-», от сайта 411mania серия получила 6.5 баллов из 10.